# Deutsche Meisterschaft im Straßenrennen 1964
Die Deutsche Meisterschaft im Straßenrennen 1964 wurde am 23. August in Siegburg im Rhein-Sieg-Kreis im Bundesland Nordrhein-Westfalen ausgetragen. Startberechtigt waren die Berufsfahrer mit einer Lizenz des Bundes Deutscher Radfahrer. Die Strecke war 216 Kilometer lang. Sieger wurde Rudi Altig.

## Rennverlauf
28 Radrennfahrer standen am Start der Meisterschaft. Rolf Wolfshohl war nach seinem schweren Sturz im Frühjahr nicht am Start. Das Rennen war von der Rivalität zwischen den Favoriten Rudi Altig und Hans Junkermann geprägt. Auf einem bergreichen Rundkurs von 10,8 Kilometern Länge blieb das Feld lange zusammen. Erst nach einem Ausreißversuch von Rudi Altig, Hennes Junkermann und Winfried Bölke in der vorletzten Runde wurde die Hauptgruppe auseinandergezogen. Am letzten Anstieg bekam Junkermann einen Muskelkrampf und fiel etwas zurück. Den Zielsprint gewann Rudi Altig mit fünf Radlängen.

## Ergebnis
| Platz | Fahrer            | Team                            | Zeit (h)        |
| ----- | ----------------- | ------------------------------- | --------------- |
| 01.   | Rudi Altig        | Saint-Raphael-Gitane-Campagnolo | 5:16:036        |
| 02.   | Winfried Bölke    | Peugeot-BP                      | gl. Zeit        |
| 03.   | Hennes Junkermann | Ruberg                          | + 1:49 Minuten  |
| 04.   | Willi Altig       | Saint-Raphael-Gitane-Campagnolo | + 2:52 Minuten  |
| 05.   | Wolfgang Schulze  | Batavus                         | gl. Zeit        |
| 06.   | Günter Tüller     | Torpedo                         | gl. Zeit        |
| 07.   | Rolf Roggendorf   | Ruberg                          | gl. Zeit        |
| 08.   | Dieter Kemper     | Torpedo                         | + 14:01 Minuten |
| 09.   | Horst Oldenburg   | Torpedo                         | gl. Zeit        |
| 010.  | Gustav Kilian     | Union                           | + 14:57 Minuten |
| 0 …   |                   |                                 |                 |